# Jeszcze dłuższe zaręczyny
Jeszcze dłuższe zaręczyny (ang. The Five-Year Engagement) – amerykańska komedia romantyczna z 2012 roku w reżyserii Nicholasa Stollera, wyprodukowana przez Universal Pictures. W filmie występują Jason Segel i Emily Blunt.
Światowa premiera filmu miała miejsce 27 kwietnia 2012 roku. Premiera filmu odbyła się w Wielkiej Brytanii 22 czerwca 2012 roku, natomiast w Polsce odbyła się 29 czerwca 2012 roku.

## Opis fabuły
Violet Barnes (Emily Blunt) właśnie zrobiła doktorat z psychologii. Tom Solomon (Jason Segel) jest zastępcą szefa kuchni w modnej restauracji w San Francisco. Zaręczyli się po roku znajomości i planują huczny ślub, na który bardzo czekają ich rodziny. Ale wciąż zdarza się coś, co zmusza zakochanych do przekładania jego terminu. A to Violet przyjmuje propozycję stypendium naukowego na uniwersytecie w innym mieście. A to Tom, który razem z nią opuszcza San Francisco, nie może znaleźć odpowiedniej posady. W końcu przyjmuje pracę w delikatesach, choć nie jest to szczyt jego marzeń. Gdy Violet przedłuża stypendium i wyznaje narzeczonemu, że... całowała się z profesorem, z którym współpracuje, para się rozstaje. Nie na długo.

## Obsada
- Jason Segel jako Tom Solomon
- Emily Blunt jako Violet Barnes
- Chris Pratt jako Alex Eilhauer
- Alison Brie jako Suzie Barnes
- Rhys Ifans jako Winton Childs
- Jim Piddock jako George Barnes
- Jacki Weaver jako Sylvia Dickerson-Barnes
- Kevin Hart jako Doug
- Mindy Kaling jako Vanetha
- Randall Park jako Ming
- Brian Posehn jako Tarquin
- Chris Parnell jako Bill
- David Paymer jako Pete Solomon
- Mimi Kennedy jako Carol Solomon
- Dakota Johnson jako Audrey
- Jane Carr jako babcia Katherine
- Clement von Franckenstein jako dziadek Baba
- Michael Ensign jako dziadek Harold